# شهرستان المور (آیداهو)
شهرستان المور، آیداهو (به انگلیسی: Elmore County, Idaho) یک سکونتگاه مسکونی در ایالات متحده آمریکا است که در آیداهو واقع شده‌است.

## خصوصیات
شهرستان المور ۸٬۰۳۱٫۶ کیلومترمربع مساحت دارد.